# Kyle Hamilton (rameur)
Pour les articles homonymes, voir Hamilton.
Kyle Hamilton, né le 26 février 1978 à Richmond (Canada), est un rameur canadien.
Il a obtenu la médaille d'or olympique en 2008 à Pékin en huit.